# We Need a Resolution
We Need A Resolution è un singolo della cantante statunitense Aaliyah e del rapper statunitense Timbaland, pubblicato il 13 aprile 2001 come primo estratto dal terzo album in studio della cantante Aaliyah. La canzone è stata inserita in diverse classifiche stilate da riviste del settore riguardo ai migliori brani degli anni 2000.

## Composizione e testo
In seguito al successo di Are You That Somebody? e di Try Again, la casa discografica decide di puntare ancora sul team formato dal produttore Timbaland e dal cantautore Static dei Playa. Il beat creato da Timbaland stavolta ha un tono molto cupo e dark, con dei ritmi etnici di influenza afro e indiana uniti a sonorità SciFi, e si basa su un ritmo di percussioni esotiche di derivazione Gamelan invertito che vibra in maniera oscillante. Aaliyah ha scelto questo brano come primo singolo dall'album perché era il modo migliore per tornare sulla scena dopo Try Again, che era una traccia molto ballabile; We Need A Resolution invece non è né una ballata né un pezzo molto dance secondo l'artista, ma una traccia "midtempo, molto sexy e morbida", ma comunque su cui poter ballare lo stesso, per cui ogni stazione radiofonica se ne sarebbe potuta innamorare.
Inizialmente il singolo d'apertura dell'album avrebbe dovuto essere invece Loose Rap.
Il testo affronta le problematiche tipiche di una relazione giunta in una fase di incertezza e di stallo, in cui ci si chiede che cosa bisogna fare per portare avanti il rapporto. L'interprete ha dichiarato che non riguarda una situazione specifica che ha vissuto in prima persona, ma una condizione generale in cui si può ritrovare una relazione, che spinge la donna a chiedere una soluzione. Nella prima strofa Aaliyah dice di percepire una vibrazione negativa da parte del suo ragazzo che la contagia, e gli chiede ironicamente e magari ha dormito male; lo incita a non mordersi la lingua ma ad aprirle il suo cuore e nel ritornello si chiede chi dei due debba cambiare per non lasciar naufragare la storia. Il ritornello fa congetture su chi dei due rimarrà ferito e chi sopravviverà, e dichiara il bisogno di una risoluzione immediata a causa di troppa confusione. Nella seconda strofa l'atmosfera si fa più pesante, e la cantante chiede al partner dove è stato l'altro notte, quando lei lo ha aspettato pensando di dover uscire insieme, finché si è addormentata sul divano; gli chiede perché è rientrato alle 4 di mattina, strisciando silenziosamente nel loro letto, e si domanda chi dei due abbia un reale problema. Nell'outro del pezzo, Timbaland esegue una strofa rap che funge da risposta ai quesiti della cantante: il rapper non riesce a spiegarsi perché la sua ragazza si comporti in questo modo, forse per colpa della stagione, e la prega di smettere di incolparlo e di lamentarsi; conclude dicendo di uscire a farsi un drink e che la chiamerà l'indomani quando si sarà calmata.
Questo è il primo singolo di Aaliyah in cui la partecipazione di Timbaland in qualità di rapper venga dichiarata sia sulla copertina del singolo che sul retro dell'album; la cover del cd singolo è la prima dell'artista a non mostrare una sua foto, ma l'immagine della versione anime della cantante, usata anche per la pubblicità promozionale dell'album.

## Video
Il videoclip della canzone è stato diretto da Paul Hunter ed è stato girato a Los Angeles; alcune scene del backstage sono mostrate nel DVD unito all'edizione speciale di Aaliyah e di I Care 4 U. L'idea era quella di creare una sorta di One in a Million del presente, perciò dopo 4 anni è stato contattato di nuovo Paul Hunter. Aaliyah a proposito ha dichiarato: "Quel video era molto semplice, ma bellissimo. Adesso sono più grande, ho 22 anni e sono più matura".
Lo stile del video e il look della cantante sono molto diversi rispetto ai precedenti; è il primo video in cui l'artista espone il suo lato più dark, e il primo in cui indossa lenti a contatto colorate e in cui ha i capelli ricci. Il video si apre con la cantante che siede su un letto stilizzato in una stanza scura, dove un televisore al plasma proietta le immagini di un primo piano dell'artista che canta, con interferenze che disturbano la visione; Aaliyah ha un look decisamente sexy, con smalto nero, rossetto rosso fuoco, capelli morbidi e lisci, lenti verdastre e ombretto viola scuro; in questa scena la cantante indossa un completo da sera nero che lascia scoperto il petto per mostrare un bikini e tacchi a spillo neri. Durante il primo ritornello la cantante appare dietro una vetrata in una stanza chiara in contrasto con l'oscurità del resto dell'appartamento, dove si trova distesa e sospesa in aria, con cuffie alle orecchie mentre ascolta ed esegue la canzone. La seconda strofa mostra Aaliyah in costume scuro e pelle sporca di terra, sdraiata tra rami secchi mentre vari pitoni e boa le strisciano sopra. Successivamente la cantante appare in una stanza piena di serpenti (stavolta creati al computer), dove un pitone di dimensioni gigantesche striscia in un'apertura della stanza; vengono mostrati anche serpenti marini in un acquario. La coreografia del video, curata come sempre da Fatima Robinson, è eseguita dall'artista con un corpo di ballo esclusivamente maschile in una stanza dalle pareti metalliche, le quali alla fine si abbassano per lasciare posto a un panorama cupo e pieno di nubi scure e minacciose. Durante il video Aaliyah appare anche su una poltrona di vetro che scorre lungo un tunnel: qui la cantante ha capelli ricci, lenti azzurre e ombretto arancio, mentre in un'altra scena è sdraiata su un divano e indossa occhiali da sole.
L'idea di usare serpenti nel video è sorta alla cantante dopo averli usati anche in una sessione fotografica con David La Chapelle per il nuovo album. Inizialmente c'era un po' di agitazione da parte della cantante nel trovarsi 5 pitoni sul proprio corpo, ma appena ha iniziato a maneggiarli con cura, ha trovato subito un'affinità con questi animali e se ne è innamorata, tanto da considerarli come le "mascotte" del nuovo album. "Sono creature molto misteriose" ha dichiarato Aaliyah in un'intervista a MTV. "Sono molto complesse ma allo stesso tempo anche molto sexy. Ecco perché rappresentano Aaliyah  molto bene. Sono pericolosi, ma bellissimi. Avevo pensato che sarebbe stato un animale a rappresentarmi su quest'album, così li ho voluti portare dal set fotografico al video, e probabilmente per l'intero progetto". Aaliyah è apparsa con un piccolo boa anche durante la première del video a Total Request Live.
Il video è stato presentato in anteprima dalla cantante stessa a MTV TRL il 26 aprile 2001, per poi andare in onda lo stesso giorno sia su BET che su MTV2. Il video ha ricevuto un'ottima rotazione su tutti i canali musicali, ed è arrivato al numero 30 nella classifica dei 100 video del 2001 stilata da MTV, e al numero 77 in quella di BET.

## Riconoscimenti
La webzine Pitchfork ha inserito la canzone al 111º posto nella lista delle 500 migliori tracce degli anni 2000, asserendo tramite il critico Tim Finney che l'inquietante melodia gamelan di Timbaland "cerca di mantenersi in equilibrio sul filo del rasoio dell'incertezza così come il delicato interrogatorio di Aaliyah".
In occasione del quindicesimo compleanno del suo sito internet la rivista NME ha stilato una classifica dei 150 migliori brani dei quindici anni passati, inserendo We Need a Resolution alla 119ª posizione. La rivista ha affermato che "Timbaland ha sempre salvato i suoi beat migliori per la sua baby girl e ...Resolution non fa eccezione. [...] Timbaland spenderà il decennio seguente cercando di recuperare un momento innovativo come questo".
Slant ha fatto di meglio, posizionando la canzone al 21º posto tra i 100 migliori singoli degli anni '00 e descrivendola come "una canzone su una rottura dalla struttura anticonvenzionale e dalla sorprendente complessità perché non offre risposte semplici"; il recensore definisce inoltre la canzone come la propria "preferita scelta musicale del decennio". Nel 2001 Slant ha inserito il brano e il video di Resolution rispettivamente nella top10 dei migliori singoli e in quella dei migliori videoclip dell'anno.
Stylus ha inserito la canzone al trentesimo posto nella lista dei 50 Migliori Singoli del periodo 2000-2005, definendola come la canzone che mette d'accordo tutti, il pubblico di strada, i club e i critici. Il critico Rollie Pemberton della rivista aggiunge che con questo brano Timbaland e la sua "musa" Aaliyah hanno oltrepassato "il limite dell'R&B come il new jack swing aveva fatto nel decennio precedente".

## Ricezione

### Critica
I critici hanno accolto positivamente il singolo. Alex Needham di NME ha definito il brano "anni luce più innovativo [di una canzone] dei Radiohead" notando come "crea un universo di dramma, sospetto e tormento come quasi nient'altro. In altre parole, è magico".
Sal Cinquemani di Slant ha definito il singolo "brillante", aggiungendo che "con un'atmosfera seducente medio-orientale e una strofa rap di Timbaland, Resolution presenta in modo maturo due visioni, lo yin e lo yang della fraintesa comunicazione passiva-aggressiva".
Chris Heath di Launch Yahoo ha sottolineato l'atmosfera egiziana del brano e ha definito il singolo "un altro elegante pezzo di R&B sperimentale" di Aaliyah, descritta dal critico come "la brillante luce del R&B all'avanguardia statunitense".

### Pubblico
Il brano non ha avuto il successo dei singoli precedenti, né nel mercato R&B/Hip-Hop né in quello pop convenzionale. Nella Billboard Hot 100 il singolo ha debuttato al numero 78, per raggiungere poi solo il numero 59. Nelle classifiche R&B è entrato in top20, arrivando al numero 15. È l'unico lead single della cantante a non essere arrivato al numero 1 nelle classifiche R&B e a non essere entrato nella top20 della Hot 100.
All'estero il singolo è entrato nelle classifiche di vari paesi, ma senza mai raggiungere posizioni alte. Nel Regno Unito si è appena affacciato nella top20, raggiungendo la ventesima posizione, mentre in Canada ha raggiunto la posizione numero 26. Nel Belgio francese invece è il singolo di maggior successo tratto da Aaliyah e il secondo singolo dell'artista ad aver ottenuto la posizione più alta dopo Try Again, anche se è arrivato al numero 28, contro la sesta posizione raggiunta dal singolo del 2000. In Australia è stato il secondo singolo della cantante ad entrare in classifica.

## Classifiche
| Classifica (2001)                           | Posizione |
| ------------------------------------------- | --------- |
| Australia                                   | 44        |
| Belgio Flemish                              | 47        |
| Belgio Wallonia                             | 28        |
| Canada                                      | 26        |
| Paesi Bassi                                 | 37        |
| Francia                                     | 53        |
| Germania                                    | 66        |
| Svezia                                      | 46        |
| Svizzera                                    | 56        |
| Tokio Hot 100                               | 17        |
| Regno Unito                                 | 20        |
| U.S. Billboard Hot 100                      | 59        |
| U.S. Billboard Hot 100 Airplay              | 50        |
| U.S. Billboard Latin Tropical/Salsa Airplay | 31        |
| U.S. Billboard Hot R&B/Hip-Hop Singles      | 15        |
| U.S. Billboard Hot R&B/Hip-Hop Airplay      | 13        |
| U.S. Billboard Hot R&B/Hip-Hop Sales        | 32        |
| U.S. Billboard Rhythmic Top 40              | 38        |

## Tracce
CD Singolo
1. We Need A Resolution (Album Version) 4:02
2. Messed Up (Non Album Track) 3:33
3. Are You Feeling Me (From Romeo Must Die Soundtrack) 3:09
4. We Need A Resolution (CD Rom Video)

Vinile
1. We Need A Resolution (Album Version) 4:02
2. We Need A Resolution (Instrumental) 4:02
3. Messed Up 3:33